# Glyptopimpla
Glyptopimpla is een geslacht van insecten uit de orde vliesvleugeligen (Hymenoptera) en de familie Ichneumonidae.

## Soorten
- G. aditiae Gupta, 2002
- G. anooshkae Gupta, 2002
- G. avniae Gupta, 2002
- G. babai (Momoi, 1978)
- G. iwatai (Momoi, 1963)
- G. lota (Chiu, 1965)
- G. macrofossa (Momoi, 1963)
- G. minor (Seyrig, 1935)
- G. prima Morley, 1913
- G. shromilae Gupta, 2002
- G. uchidai (Momoi, 1963)
- G. watanabei (Momoi, 1963)